# دیو موری
دیو موری (به انگلیسی: Dave Murray) گیتاریست و ترانه‌سرای انگلیسی است که بیشتر به‌عنوان یکی از اعضای اصلی گروه هوی متال آیرن میدن شناخته می‌شود. موری در سال ۱۹۷۵ و تنها چندماه پس از شکل‌گیری آیرن میدن به گروه پیوست. او و استیو هریس تنها بازماندگان از ترکیب اولیهٔ گروه هستند.
دیو موری ابتدا در گروهی به‌نام ارچین-که آن را با ادرین اسمیت تشکیل داده بودند- ساز می‌زد. پس از پیوستن ادرین اسمیت به آیرن میدن در سال ۱۹۸۰، آن‌دو به زوج افسانه‌ای گیتار در موسیقی راک دههٔ ۸۰ تبدیل شدند.